# 504 Cora
504 Cora eller 1902 LK är en asteroid i huvudbältet, som upptäcktes 30 juni 1902 av den amerikanske astronomen Solon Irving Bailey vid Boyden-observatoriet i Sydafrika. Den är uppkallad efter Cora i inkamytologin.
Asteroiden har en diameter på ungefär 30 kilometer.